# Caña (flamenco)
La caña es un palo flamenco, que históricamente se ha considerado como el más importante de todos ellos.
Estébanez Calderón, en sus Escenas Andaluzas llamó a la caña « tronco primitivo de los cantes andaluces », y el profesor García Matos aseguraba que provenía de una antiquísima canción andaluza. Sin embargo, otros autores discuten esta etimología musical, al menos parcialmente, relacionándola con la soleá; o con la toná, propuesta ésta de difícil demostración.
La caña ha sufrido un gran número de modificaciones a lo largo de la historia, siendo Curro Dulce, Silverio y Antonio Chacón los cantaores que mejor lograron captar su esencia. Sería Chacón quien la dulcificara y la dotara de su rítmica ideal, aunque actualmente es un cante que no cuenta con la preferencia de los intérpretes ni del público, dado su carácter monótono y su escasa carga emocional, prefiriéndose la soleá y la seguiriya.